# Devika Rani
Pour les articles homonymes, voir Rani.
Devika Rani Chaudhuri, connue comme Devika Rani , née à Visakhapatnam (Présidence de Madras, Indes britanniques) le 30 mars 1908 et morte à Bangalore (Karnataka) le 9 mars 1994, est une actrice de cinéma indienne active durant les années 1930 et 1940.

## Filmographie
- 1933 : Karma : Maharani
- 1935 : Jawani Ki Hawa (en) : Kamala
- 1936 : Miya Bibi
- 1936 : Mamta
- 1936 : Achhut Kannya : Kasturi
- 1936 : Jeevan Naya (en) : Lata
- 1936 : Janmabhoomi (en) : Protima
- 1937 : Savitri (en) : Savitri
- 1937 : Jeevan Prabhat (en) : Uma
- 1937 : Izzat (en) : Radha
- 1938 : Vachan (hi)
- 1938 : Nirmala
- 1939 : Durga : Durga
- 1941 : Anjaan (en) : Indira
- 1943 : Hamari Baat (en)